# Catedral de San Lupercio (Eauze)
La concatedral de San Lupercio de Eauze o simplemente catedral de Eauze (en francés: Co-cathédrale Saint-Luper) es una antigua catedral católica francesa situada en la ciudad de Eauze en el departamento de Gers, en la región de Occitania, al sur del país.
La catedral fue clasificada en el título de los monumento histórico de Francia  el 4 de enero de 1945.

## Historia
Elusa, el antiguo nombre de la ciudad, era la sede metropolitana de Novempopulania, que probablemente fuera creada en el siglo III. La única fecha conocida en la que se hace referencia al lugar es la de 314, cuando se menciona que el obispo de Eauze, Mamertimo, participa en el Concilio de Arlés. Después de las invasiones y las destrucciones generadas probablemente por los vikingos en 864, el título metropolitano fue transferido por el papa Juan VIII al obispo de Auch, Airardo, por carta del 13 de junio de 879. La diócesis de Eauze desapareció en el siglo IX. En 1865, el arzobispo de Auch recibió de nuevo el título de catedral.
La iglesia está catalogada como monumento histórico desde 1945.

## Descripción
La iglesia debió de ser construida en el emplazamiento de una iglesia anterior, probablemente de tres naves, lo que explicaría la pequeña anchura de la nave (10,70 m) en relación con su altura (21,65 m en el). La catedral de San Lupercio es un edificio típico del gótico meridional, el estilo del Languedoc, con una sola nave de siete tramos alineados con capillas bajas, que termina en un coro inclinado hacia el ábside de la misma altura y la misma anchura.

## Véase también

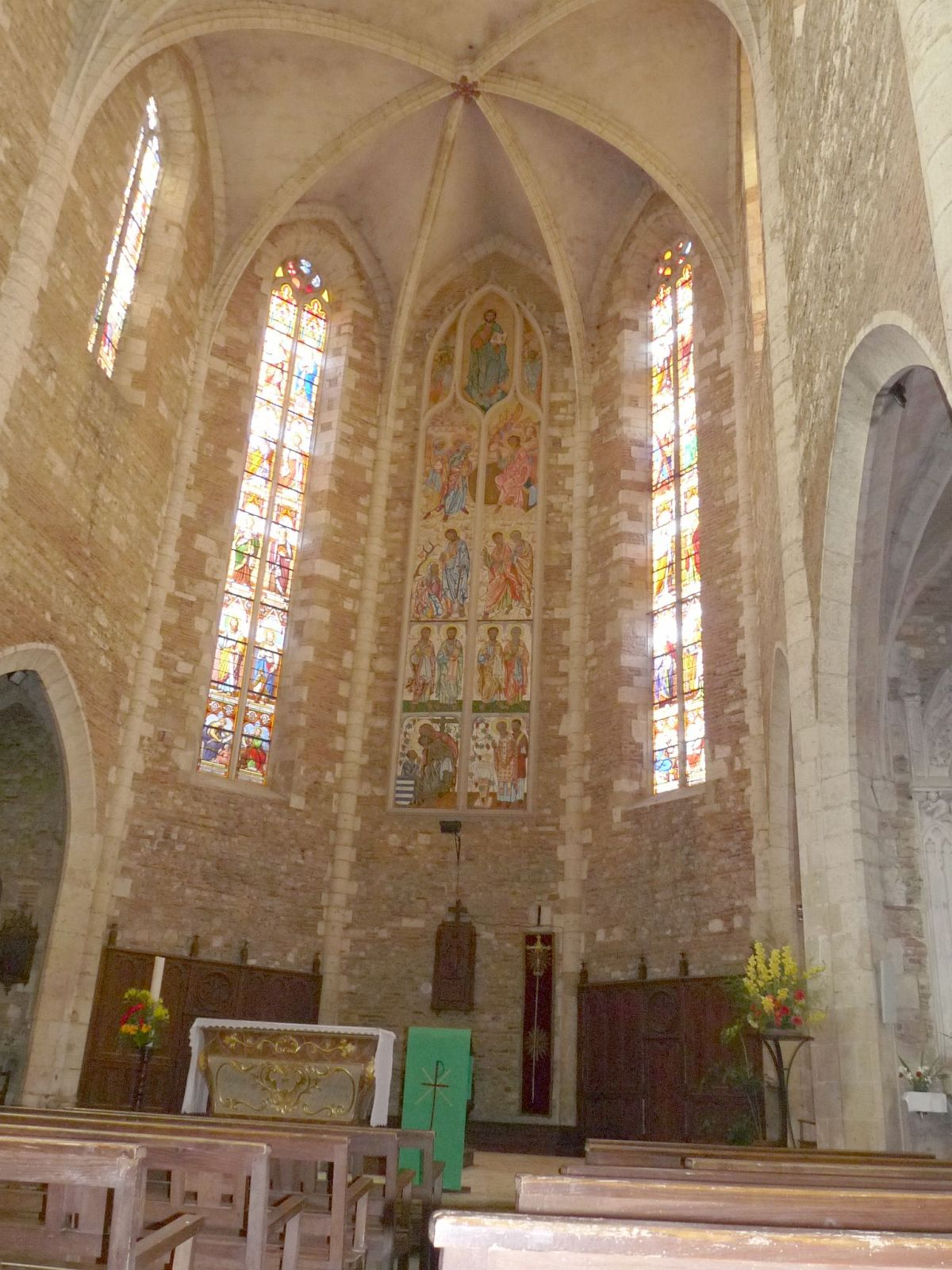
Vista interna